# Nicholas Anthony DiMarzio
Nicholas Anthony DiMarzio (nacido el 16 de junio de 1944) es un prelado estadounidense de la Iglesia católica.  Es el séptimo obispo de Brooklyn, y anteriormente se desempeñó como obispo de Camden de 1999 a 2003.

## Biografía

### Primeros años
Nicholas DiMarzio nació en Newark, Nueva Jersey, hijo de Nicholas Sr. y Grace (née Grande) DiMarzio.  Su padre sirvió en el ejército en el momento de su nacimiento y luego trabajó como inspector de salud para la ciudad de Newark.  Sus cuatro abuelos emigraron a los Estados Unidos desde el sur de Italia.  Es el mayor de tres hijos.
DiMarzio creció frente a la Basílica de la catedral del Sagrado Corazón, Newark, y asistió a la escuela primaria de la catedral. Luego se graduó de la Escuela Preparatoria de San Benito en 1962. Asistió al Seminario de la Inmaculada Concepción, luego en Darlington en Mahwah, Condado de Bergen, Nueva Jersey.  Se graduó con una licenciatura de la Universidad de Seton Hall en 1966. Tiene una licenciatura en Teología Sagrada de la Universidad Católica de América (1970), una maestría en Trabajo Social de la Universidad de Fordham (1980) y un doctorado en Investigación de Trabajo Social y Política de la Universidad de Rutgers, Nuevo Brunswick (1985).
También es un trabajador social certificado y habla italiano y español con fluidez y domina el francés.

### Ordenación y ministerio
DiMarzio fue ordenado sacerdote para la arquidiócesis de Newark el 30 de mayo de 1970 por el arzobispo Thomas Boland.  Comenzó su ministerio entre los migrantes en 1976, donde se desempeñó como director de reasentamiento de refugiados de la arquidiócesis durante nueve años, durante los cuales también sirvió un período de dos años como director de la Oficina de Migración de los Servicios de la Comunidad Católica de Newark, ahora Catholic Charities.
Se mudó a Washington D. C.en 1985, cuando fue nombrado director ejecutivo de Servicios de Migración y Refugiados para la Conferencia Católica de EE. UU. Y sirvió allí durante seis años.  Un año después de llegar a Washington, fue nombrado Prelado de Honor por el Papa Juan Pablo II.
Mientras se desempeñaba como director ejecutivo de los Servicios de Migración y Refugiados, también creó la Red Católica de Inmigración Legal conocida como CLINIC, una corporación de servicios legales a través de la cual las diócesis ofrecen ayuda a nuevos inmigrantes para el reasentamiento.  Más tarde se desempeñó como presidente durante seis años.
Cuando regresó a su arquidiócesis de origen en 1991, el arzobispo Theodore E. McCarrick lo nombró director ejecutivo asociado de Catholic Community Services y un año después fue ascendido a director ejecutivo, puesto que ocupó durante cinco años.  También ocupó el título de vicario de Servicios Humanos y vicepresidente de la Junta de la Archidiocesan Cathedral Healthcare Systems, supervisando sus hospitales.

### Obispo auxiliar de Newark, New Jersey
En 1996, el Papa Juan Pablo II lo elevó al rango de obispo auxiliar de la arquidiócesis de Newark.  Desde 1998 hasta 2001 presidió el Comité de Migración de la Conferencia de Obispos Católicos de EE. UU.

### Obispo de Camden, New Jersey
DiMarzio fue nombrado sexto obispo de Camden, Nueva Jersey, el 8 de junio de 1999. Mientras era obispo allí, estableció una Oficina de Ministerios Étnicos, una Oficina del Ministerio Católico Negro y una Oficina del Ministerio Hispano.  También creó un apostolado con la comunidad haitiana y fundó dos misiones para servir a las comunidades coreana y vietnamita.  En 2000, el obispo DiMarzio estableció la Capilla Mater Ecclesiae, la primera Misión canónicamente establecida propiedad de una Diócesis y atendida exclusivamente por sacerdotes diocesanos para ofrecer exclusivamente la Misa en latín tradicional.

### Obispo de Brooklyn, Nueva York
El 1 de agosto de 2003, DiMarzio fue nombrado obispo de la diócesis de Brooklyn después de cuatro años como obispo de la diócesis de Camden.  Fue instalado en su nueva sede en la misa de instalación en la Basílica de Nuestra Señora del Perpetuo Socorro, Brooklyn, el 3 de octubre de 2003.
Uno de los primeros actos de DiMarzio después de su instalación como Obispo de Brooklyn fue hablar en el Rally de Libertad para Trabajadores Inmigrantes en el Parque Flushing Meadows.  En noviembre de 2003 habló ante la comunidad musulmana de Brooklyn en una celebración del Ramadán y asistió al Quinto Congreso Mundial del Pontificio Consejo para la Atención Pastoral de los Migrantes e Itinerantes en Roma.
Poco después de su instalación, DiMarzio fue invitado a ser miembro de la Comisión Global de Migración Internacional, patrocinada por el Secretario General de las Naciones Unidas y varios gobiernos.  Comenzó su trabajo en diciembre de 2003 y concluyó el 31 de diciembre de 2005 después de completar un informe titulado "Migración en un mundo interconectado; nuevas direcciones para la acción".  El Obispo fue el único residente de los Estados Unidos en la comisión de 19 miembros.
El Obispo DiMarzio ha emitido tres cartas pastorales dirigidas a los feligreses de la Diócesis de Brooklyn.  El primero, "La nueva evangelización en Brooklyn y Queens", se presentó en octubre de 2004.   El siguiente octubre escribió su segunda pastoral, titulada "La familia: la esperanza de la nueva evangelización".  En octubre de 2007, el Obispo emitió su tercera carta pastoral: "No tengas miedo: una visión pastoral para la nueva evangelización".
De 2004 a 2007, el obispo DiMarzio presidió el Comité de Política Nacional de la Conferencia de Obispos Católicos de EE. UU.  Durante su mandato, el comité formuló "Formando conciencias para una ciudadanía fiel", publicado en 2008, un llamado a la responsabilidad política de los obispos católicos de los Estados Unidos. Fue aprobado por un número histórico de obispos.
También se desempeñó como presidente del Comité de Migración de los Obispos, y actualmente es miembro de la junta directiva de Catholic Relief Services y presidente de su comité de finanzas, y miembro del Grupo de Trabajo de los Obispos sobre los Obispos y Políticos Católicos.
La columna de reflexiones del obispo DiMarzio sobre los problemas que afectan a los fieles, titulada "Ponerse en lo profundo" aparece semanalmente en el periódico diocesano, The Tablet.  También aparece semanalmente en Currents, un programa diario de noticias de televisión católica que se transmite por New Evangelization Television (NET) en un segmento titulado "Into the Deep", donde discute noticias diocesanas, locales, nacionales e internacionales.
El 13 de noviembre de 2019, Mark Matzek, de 56 años, alegó que DiMarzio y el fallecido reverendo Albert Mark lo molestaron repetidamente mientras era monaguillo en la iglesia de San Nicolás y estudiante en la Escuela de San Nicolás en Jersey City a mediados de  -1970, tiempo durante el cual DiMarzio fue párroco.  "En mi ministerio de casi 50 años como sacerdote, nunca he tenido un comportamiento ilegal o inapropiado y niego enfáticamente esta acusación. Estoy seguro de que estaré plenamente reivindicado", dijo DiMarzio.

## Vistas

### Aborto
DiMarzio ha expresado su compromiso con la vida humana desde el púlpito en muchas ocasiones.  También reza junto a Mons.  Philip Reilly, fundador y director ejecutivo de Helper's of God's Precious Infants, de manera rutinaria, donde dirige procesiones de iglesias locales a clínicas de aborto locales con cientos de fieles para rezar por el fin del aborto.
También se unió a los líderes religiosos de la ciudad de Nueva York en enero de 2011 para pedir nuevos esfuerzos para reducir la tasa de abortos en la ciudad de Nueva York.

### Escándalo de abuso
DiMarzio visita a víctimas del abuso sexual del clero.  En mayo de 2009, publicó una presentación para la gente de la Diócesis de Brooklyn titulada "De la sombra a la luz y del escándalo a la curación: la experiencia de la diócesis de Brooklyn con el escándalo de abuso sexual".  La presentación se realizó para que la gente de la diócesis tuviera conocimiento de primera mano de lo que se estaba haciendo en la diócesis para garantizar la protección de los jóvenes y adultos jóvenes del escándalo del abuso.  Discutió la investigación, la presentación de informes, la responsabilidad de la Iglesia, la Carta para la Protección de Niños y Jóvenes, la rendición de cuentas y la reconciliación, la prevención, la asistencia a las víctimas, la Oficina de Ambiente Seguro, el efecto sobre los laicos y la juventud en la Iglesia.  También estableció una línea directa, 1-888-634-4499, para cualquier persona que reporte sospechas de abuso.
En octubre de 2019, el Papa Francisco  nombró a DiMarzio para dirigir una investigación sobre el manejo de las denuncias de abuso sexual en la Diócesis de Buffalo, donde el obispo Richard Joseph Malone fue acusado de manejar las acusaciones.

### Libertad religiosa
En noviembre de 2009, DiMarzio firmó una declaración ecuménica conocida como la Declaración de Manhattan, un manifiesto emitido por líderes católicos, ortodoxos cristianos y protestantes, y que instaba a los cristianos a no cumplir con las normas y leyes que permiten el aborto, el matrimonio entre personas del mismo sexo y otros  asuntos sociales y morales que van en contra de sus conciencias religiosas.  Ha sido firmado por más de 150 líderes religiosos estadounidenses.

### Inmigración
DiMarzio es conoIIPo como una voz contundente en nombre de los inmigrantes  y ha trabajado para estas causas a través de la mayoría de su ministerio sacerdotal, comenzando como un joven sacerdote en Jersey City. Cuando fue nombrado por el Papa Juan Pablo II a la Diócesis de Brooklyn, fue una cita que expresó el reconocimiento del Papa del conocido estatus de Brooklyn como Diócesis de Inmigrantes y el conocimiento y la experiencia de DiMarzio para responder a las necesidades de la  comunidades de inmigrantes.
Debido a su amplio conocimiento y experiencia en asuntos que afectan a migrantes e inmigrantes, el Obispo DiMarzio ha testificado con frecuencia ante los comités de la Cámara de Representantes de los Estados Unidos.  Ha presionado al Congreso por leyes más indulgentes mientras se desempeñaba como jefe de la Oficina de Servicios de Migración y Refugiados de la Conferencia Católica de los Estados Unidos.

### Vocaciones
El número de seminaristas de la Diócesis de Brooklyn ha aumentado constantemente desde que DiMarzio se convirtió en obispo, un reflejo de sus esfuerzos y apoyo a las vocaciones.  Las estadísticas actuales muestran que el número de seminaristas aumentó de 39 en 2006-07 a 61 en 2010-11.  Ha trabajado con otras diócesis y seminarios en los Estados Unidos para recibir seminaristas de Haití, Corea, Vietnam y Polonia para servir a la "Diócesis de Inmigrantes".
DiMarzio solicitó a cada parroquia establecer un Comité de Vocación Parroquial (PVC) y, a partir de mayo de 2011, hay cerca de 140 PVC en Brooklyn y Queens.  También celebra una celebración anual de jubileo de sacerdotes y religiosos y religiosas, y celebra dos veces al año reuniones con seminaristas.
Parte de los esfuerzos del obispo DiMarzio por las vocaciones incluyó el establecimiento de la Casa de discernimiento de Juan Pablo II en abril de 2008, que sirve como residencia para seminaristas y como lugar para eventos de discernimiento, incluidos retiros de discernimiento.  Otros programas incluidos en su apoyo a las vocaciones son el Seminario Preparatorio de la Catedral, la Casa de Formación del Seminario de la Catedral y la Oficina de Vocaciones. 
DiMarzio ordenó a tres obispos en una rara triple ordenación.